# 大村灣

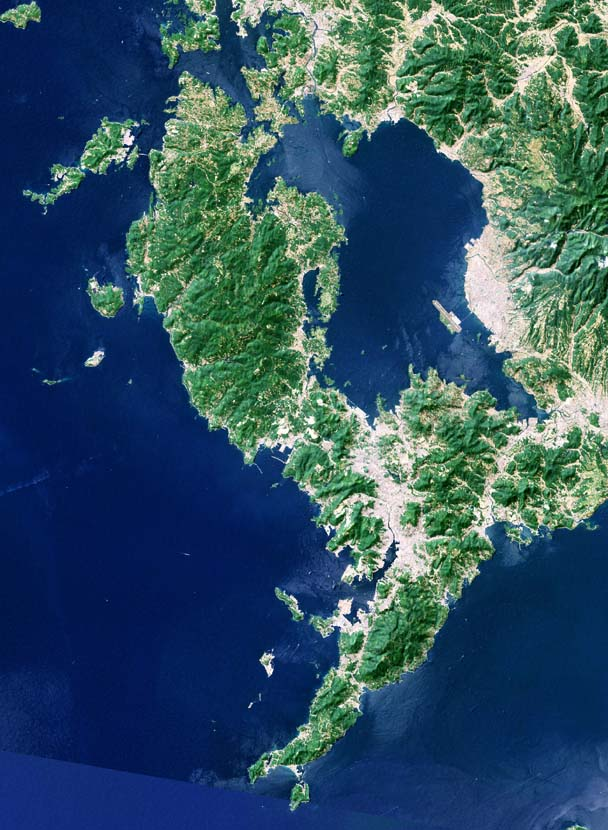
地圖中右上方近乎封閉的水域即為大村灣

大村灣（日语：／ Ōmura wan */?）是位於日本長崎縣中部的海域，通過佐世保灣和五島灘相連，西方是西彼杵半島，南方是長崎半島。大村灣南北長約26公里、東西長約11km公里、面積約321平方公里，平均水深15公尺，水最深處為54公尺。灣內雖有眾多島嶼，但大多都是無人島，其中最大的是針尾島。灣內第二大島嶼箕島則在1975年被改建為長崎機場，成為世界首個海上機場。大村灣也是著名的珍珠產地。

## 沿海城鎮市町
- 佐世保市、東彼杵郡川棚町
- 西海市、東彼杵郡東彼杵町
- 長崎市、大村市
- 西彼杵郡時津町、長與町
- 諫早市